# Dukou (köpinghuvudort i Kina, Hunan Sheng, lat 29,33, long 111,94)
Dukou är en köpinghuvudort i Kina. Den ligger i provinsen Hunan, i den södra delen av landet, omkring 160 kilometer nordväst om provinshuvudstaden Changsha. Antalet invånare är 19 933. Befolkningen består av 9 851 kvinnor och 10 082 män. Barn under 15 år utgör 11,0 %, vuxna 15-64 år 76 %, och äldre över 65 år 11,0 %.
Runt Dukou är det tätbefolkat, med 511 invånare per kvadratkilometer. Närmaste större samhälle är Zhoujiadian, 9,6 km söder om Dukou. Trakten runt Dukou består till största delen av jordbruksmark.
Genomsnittlig årsnederbörd är 1 706 millimeter. Den regnigaste månaden är maj, med i genomsnitt 303 mm nederbörd, och den torraste är december, med 32 mm nederbörd.